# FC Singen 04
Der FC Singen 04 ist ein Fußballverein aus dem baden-württembergischen Singen (Hohentwiel).

## Geschichte
Der Verein wurde am 5. August 1904 gegründet. 1908 vollzog der Club mit dem FC Radolfzell eine kurzzeitige Fusion, welche bereits 1910 wieder gelöst wurde, und trat unter der Bezeichnung FC Radolfzell-Singen an. Der FC Singen 04 konnte als Meister der Bezirksliga Ost 1923 und als Meister der Schwarzwaldliga 1930 schon vor dem Zweiten Weltkrieg erste Erfolge vorweisen.
In der Nachkriegszeit spielte der FC Singen als Fußballabteilung des Vereins Eintracht Singen in der Zonenliga, der Südgruppe der Oberliga Südwest. Ab 1950 trat der Verein wieder unter dem Namen FC Singen 04 auf. 1948 wurde der Verein Südbadischer Pokalsieger gegen den Offenburger FV (6:2) und wurde nach einer Qualifikationsrunde 1950 in die Oberliga Süd übernommen, die man aber bereits nach einer Spielzeit wieder verlassen musste. 1951 bis 1958 spielte der Verein in der 2. Oberliga Süd, die man dann Richtung 1. Amateurliga Südbaden, der damals höchsten Amateurspielklasse, verlassen musste. Am 14. Juni 1959 gelang in Offenburg mit dem 3:2-Sieg gegen SV Arminia Hannover im Finale der Deutschen Amateurmeisterschaft der größte Erfolg der Vereinsgeschichte. Gleichzeitig wurde der Wiederaufstieg in die 2. Liga geschafft. Nach deren Auflösung 1963 ging es in der Schwarzwald-Bodensee-Liga drittklassig weiter.
Nachdem man 1971 und 1972 die Meisterschaft in der Schwarzwald-Bodensee-Liga hatte erringen können, erfolgte 1976 der Abstieg in die 2. Amateurliga. Dort erreichte man 1978 als Meister die Qualifikation zur neu geschaffenen Verbandsliga, bevor zu Beginn der 1980er Jahre der Gang in die unteren Amateurligen angetreten wurde.
1994 stieg der Club in die Verbandsliga auf. Ein Jahr später wurde der ehemalige niederländische Fußballstar Johan Neeskens als Trainer verpflichtet, um den Aufstieg in die Oberliga Baden-Württemberg zu schaffen. Dieser verließ den Verein, um Assistent des niederländischen Nationaltrainers zu werden. 1997 gelang der Aufstieg und im gleichen Jahr wurde der Verein Südbadischer Pokalsieger. 1999 wurde der Pokal erneut gewonnen. 2000 stieg der FC Singen als Tabellenletzter aus der vierten Liga ab und auch in der folgenden Saison misslang der Klassenerhalt, das heißt der Verein spielte in der Landesliga. In der Spielzeit 2007/08 schaffte es der FC Singen 04 in die Relegation der Verbandsliga Südbaden, verlor jedoch das entscheidende Spiel bei Sportfreunde Elzach/Yach knapp mit 0:1.
In der anschließenden Saison 2008/09 stieg der FC Singen 04 trotz eines 7-Punkte-Abzugs einen Spieltag vor Ablauf der Saison in die Verbandsliga Südbaden auf.
Im dritten Verbandsligajahr stieg man in die Oberliga Baden-Württemberg auf. Vier Spieltage vor Saisonende wurde der FC Singen 04 mit 13 Punkten Vorsprung auf den Zweitplatzierten SV Oberachern Südbadischer Meister der Verbandsliga. Das Oberligajahr 2012/13 endete mit dem direkten Wiederabstieg als Tabellenletzter. 2016 musste man den erneuten Abstieg in die Landesliga hinnehmen. Diesem Abstieg folgte in der Saison 2016/17 der direkte Wiederaufstieg in die Verbandsliga Südbaden. Der FC Singen wurde hinter dem FC Radolfzell Vizemeister der Landesliga 3 und war damit an der Teilnahme zur Aufstiegsrelegation berechtigt. Diese gewann man durch einen Sieg über den TuS Durbach und einem Remis gegen den SV Kirchzarten. Am Ende der Verbandsliga-Saison stand der direkte Wiederabstieg in die Landesliga.
Nachdem die Saison 2020/21 nach dem 9. Spieltag wegen der Corona-Pandemie mit dem FC Singen auf Platz 1 abgebrochen wurde, konnte die Saison 2021/22 mit der Meisterschaft in der Staffel 3 der Landesliga und dem Aufstieg in die Verbandsliga abgeschlossen werden. Am Ende der Saison 2023/24 musste man nach einem 17. Platz wieder zurück in die Landesliga.
Von 1912 bis 1965 besaß der Verein auch eine Leichtathletik-Abteilung.

## Erfolge

### Vereinstitel
- 1923 – Meister Bezirksliga Ost
- 1930 – Meister Schwarzwaldliga
- 1947 – Aufstieg in die Zonenliga, die Südgruppe der Oberliga Südwest (höchste Spielklasse der französischen Besatzungszone)
- 1948, 1968, 1971, 1997, 1999 – Südbadischer Pokalsieger
- 1950 – Qualifikation für die Oberliga Süd (damals höchste deutsche Spielklasse)
- 1958 – südbadische Jugendmeisterschaft der AI-Jugendmannschaft
- 1959 – Meister der 1. Amateurliga Südbaden
- 1959 – Deutscher Amateurmeister
- 1971, 1972 – Meister Schwarzwald-Bodensee-Liga
- 1978 – Meister 2. Amateurliga Südbaden
- 1994, 2009, 2017, 2022 – Meister Landesliga und Aufstieg in die Verbandsliga Südbaden
- 1997 – Vizemeister Verbandsliga Südbaden und nach Relegationsspielen gegen den SV Waldhof Mannheim und den FV Ravensburg Aufstieg in die Oberliga Baden-Württemberg
- 2012 – Meister Verbandsliga Südbaden und Aufstieg in die Oberliga Baden-Württemberg
- 2022 – Meister Landesliga Südbaden 3

### Teilnahme
- 1939: Erstmals unter den letzten 64 Mannschaften im Tschammer-Pokal, dem Vorläufer des DFB-Pokals
- 1952: Süddeutsche Pokalrunde (25. Mai 1951): FC Singen 04 – VfB Mühlburg 4:2; Rückspiel 0:1
- 1957: DFB-Pokal, 1. Runde (27. Januar 1957): FC Singen 04 – VfB Stuttgart 4:1; 2. Runde (10. März 1957): FC Singen 04 – VfR Mannheim 1:2
- 1958: DFB-Pokal, 1. Runde (4. Mai 1958): FC Singen 04 – VfR Heilbronn 2:1; 2. Runde (18. Mai 1958): FC Singen 04 – FC Bayern München 2:6
- 1960: DFB-Pokal, 2. Runde (27. Februar 1960): FC Singen 04 – VfB Stuttgart 1:3
- 1960/61: DFB-Pokal, 2. Runde (19. November 1960): FC Singen 04 – Karlsruher SC 1:2
- 1962: DFB-Pokal, 2. Runde (18. März 1962): FC Singen 04 – Karlsruher SC 2:1; 3. Runde (28. April 1962): SSV Reutlingen – FC Singen 04 2:1
- DFB-Pokal, 1. Runde (16. August 1997): FC Singen 04 – SpVgg Greuther Fürth 0:2
- DFB-Pokal, 1. Runde (31. Juli 1999): FC Singen 04 – Rot-Weiß Oberhausen 3:2; 2. Runde (7. August 1999): FC Singen 04 – SpVgg Greuther Fürth 1:3

### Platzierungen seit 1994
| Saison    | Liga                        | Spielklasse | Platzierung |
| --------- | --------------------------- | ----------- | ----------- |
| 1994/95   | Verbandsliga Südbaden       | 5.          | 08.         |
| 1995/96   | Verbandsliga Südbaden       | 5.          | 09.         |
| 1996/97   | Verbandsliga Südbaden       | 5.          | 02.         |
| 1997/98   | Oberliga Baden-Württemberg  | 4.          | 09.         |
| 1998/99   | Oberliga Baden-Württemberg  | 4.          | 10.         |
| 1999/2000 | Oberliga Baden-Württemberg  | 4.          | 16.         |
| 2000/01   | Verbandsliga Südbaden       | 5.          | 15.         |
| 2001/02   | Landesliga Südbaden (St. 3) | 6.          | 01.         |
| 2002/03   | Verbandsliga Südbaden       | 5.          | 14.         |
| 2003/04   | Landesliga Südbaden (St. 3) | 6.          | 04.         |
| 2004/05   | Landesliga Südbaden (St. 3) | 6.          | 03.         |
| 2005/06   | Landesliga Südbaden (St. 3) | 6.          | 03.         |
| 2006/07   | Landesliga Südbaden (St. 3) | 6.          | 03.         |
| 2007/08   | Landesliga Südbaden (St. 3) | 6.          | 02.         |
| 2008/09   | Landesliga Südbaden (St. 3) | 7.          | 01.         |
| 2009/10   | Verbandsliga Südbaden       | 6.          | 08.         |
| 2010/11   | Verbandsliga Südbaden       | 6.          | 03.         |
| 2011/12   | Verbandsliga Südbaden       | 6.          | 01.         |
| 2012/13   | Oberliga Baden-Württemberg  | 5.          | 18.         |
| 2013/14   | Verbandsliga Südbaden       | 6.          | 06.         |
| 2014/15   | Verbandsliga Südbaden       | 6.          | 04.         |
| 2015/16   | Verbandsliga Südbaden       | 6.          | 16.         |
| 2016/17   | Landesliga Südbaden (St. 3) | 7.          | 02.         |
| 2017/18   | Verbandsliga Südbaden       | 6.          | 16.         |
| 2018/19   | Landesliga Südbaden (St. 3) | 7.          | 10.         |
| 2019/20   | Landesliga Südbaden (St. 3) | 7.          | 05.         |
| 2020/21   | Landesliga Südbaden (St. 3) | 7.          | 01.         |
| 2021/22   | Landesliga Südbaden (St. 3) | 7.          | 01.         |
| 2022/23   | Verbandsliga Südbaden       | 6.          | 08.         |
| 2023/24   | Verbandsliga Südbaden       | 6.          | 17.         |
| 2024/25   | Landesliga Südbaden (St. 3) | 7.          | 13.         |
| 2025/26   | Landesliga Südbaden (St. 3) | 7.          |             |

### Leichtathletik
In den Jahren 1950 bis 1965 holten die Leichtathleten des FC Singen bei der deutschen Meisterschaft 1950 den Titel im Hochsprung der Frauen durch Toni Butz und den Sieg bei der deutschen Juniorenmeisterschaft 1952 im Stabhochsprung durch Ekkehard Bauer, gewannen außerdem mehrere badische Meisterschaften und stellten mehrere badische Rekorde auf. Ferner nahm der Verein immer wieder erfolgreich an der Deutschen Mannschaftsmeisterschaft in der DMM-Klasse A teil. Ende 1965 schloss sich die Leichtathletik-Abteilung mit der Leichtathletik-Abteilung des Stadtturnvereins Singen unter dem Dach des Stadtturnvereins zusammen.

## Sportstätten
- Das „Hohentwielstadion“ ist nach dem Hausberg Hohentwiel benannt und fasste einst 16.000 Zuschauer. Nach dem Umbau zu einem reinen Fußballstadion bietet es 5.000 Zuschauern Platz. Der Umbau wurde im Juni 2015 abgeschlossen und mit dem Eröffnungsspiel VfL Wolfsburg – FC Zürich feierlich eingeweiht.
- Der „Waldecksportplatz“ (Kunstrasen) fasst 1.000 Zuschauer.

## Bekannte Spieler
- Ernst Willimowski, polnischer und deutscher Nationalspieler
- Mauricio Acosta
- Eduard Havlicek
- Johann Medweczuk
- Rudolf Boden
- Alfred Boller
- Andreas Brinkmann
- Karl Busch
- Karl Segelbacher
- Walter Hammel
- Emil Homburger
- Herbert Joachimski
- Dieter Koulmann
- Manfred Krüger
- Anton Lehr
- Klaus Ondera
- Neno Rogošić
- Horst Schultz
- Djelaludin Sharityar
- Rahman Soyudogru
- Hans Strittmatter
- Davide Taini
- Axel Thoma
- Fritz Weber
- Günter Wienhold
- Rudolf Zannin
- Oliver Sorg
- Richard Gertsch
- Matthias Kohler

## Bekannte Trainer
- Karl Wunderlich
- Karl Höger
- Emil Kutterer
- Ernst Sontow
- Péter Szabó
- Hans Strittmatter
- Johan Neeskens, 1995/96